# 江鈺琪
江鈺琪（英語：Yuki Kong，1996年6月21日—），香港商界女性人物，紡織企業麗達集團主席江達可之女，化妝品零售企業莎莎國際主席郭少明之兒媳。曾任香港公益金籌募委員會聯席主席。

## 簡介
江鈺琪早年就讀拔萃女書院和香港科技大學，2021年擔任香港公益金該年度的籌募委員會聯席主席，她於電視籌款節目亮相時因容貌娟好，不亞於參與演出的女藝人，成為焦點，被傳媒稱為公益金「最美主席」或「最索主席」（「索」是香港稱讚女性吸引力的俗語）。

## 家庭
江鈺琪的父親江達可創立紡織企業麗達集團，人稱「燈芯絨大王」。2021年她與化妝品零售企業莎莎國際主席郭少明之子郭浩泉結婚。2022年末補辦被2019冠狀病毒病疫情影響的大型婚宴。

## 名下馬匹
郭少明家族成員都是香港賽馬會會員及馬主，他們名下馬匹的名稱都包含「美麗」一詞。江鈺琪嫁入郭家後，亦於2022年末購入一匹馬，取名「美麗緣份」、L129。

## 資料來源
1. 1 2  . 新假期. 2021-09-28  [2023-02-18]. （原始内容存档于2023-02-18）.
2. ↑  . Harper's Bazaar. 2021-06-11  [2023-02-18]. （原始内容存档于2023-02-18） （中文（香港））.
3. ↑  . 東方新地. 2021-06-04  [2023-02-18]. （原始内容存档于2023-02-18）.
4. ↑  林迅景. . 香港01. 2021-05-29  [2023-02-18]. （原始内容存档于2023-02-18） （中文（香港））.
5. ↑  盧凱瑤. . 香港01. 2022-05-20  [2023-02-18]. （原始内容存档于2023-02-18） （中文（香港））.
6. 1 2  . SundayMore. 2021-09-29  [2023-02-18]. （原始内容存档于2023-02-18）.
7. ↑  董欣琪. . 香港01. 2022-12-17  [2023-02-18]. （原始内容存档于2023-02-18） （中文（香港））.
8. ↑  洪曉璇. . 香港01. 2022-12-31  [2023-02-18]. （原始内容存档于2023-02-18） （中文（香港））.
9. ↑  . 香港賽馬會.   [2023-02-18]. （原始内容存档于2023-02-18）.